# Liza klunzingeri
Liza klunzingeri és un peix teleosti de la família dels mugílids i de l'ordre dels perciformes.

## Morfologia
Pot arribar als 20 cm de llargària total.

## Distribució geogràfica
Es troba a les costes occidentals de l'oceà Índic (des del Golf Pèrsic fins a l'Índia).